# Johann Schrems
Johann Schrems (* 16. März 1824 in Erlet, Gemeinde Kirchdorf am Inn; † 29. März 1905 in Kirchdorf am Inn) war Landwirt und Abgeordneter zum Österreichischen Abgeordnetenhaus.

## Leben
Johann Schrems war Sohn des Landwirts Josef Schrems († 1870). Er wurde Landwirt (vulgo Adambauer) in Erlet und übergab vor 1897 seinen Hof an einen Neffen.
Er war Ehrenbürger von Kirchdorf am Inn.
Mathias Rammer war von 1870 bis 1890 Mitglied im Oberösterreichischen Landtag (III., IV., V., VI. und VII. Wahlperiode), als Abgeordneter der Landgemeinden (Wahlbezirk Ried).
Er starb am 29. März 1905 im Alter von 81 Jahren an Marasmus.
Er war römisch-katholisch und ab 1851 verheiratet mit Theresia Steinhögl, mit der er aber keine Kinder hatte.

## Politische Funktionen
Johann Schrems war vom 20. Februar 1871 bis zum 10. August 1871 und vom 4. November 1873 bis zum 22. Mai 1879 Abgeordneter des Abgeordnetenhauses im Reichsrat (III. und V. Legislaturperiode) und war dort während der III. Legislaturperiode für die Kurie Oberösterreich, Landgemeinden (Vöcklabruck, Frankenmarkt, Schwanenstadt, Mondsee, Gmunden, Ischl, Ried, Obernberg, Haag, Schärding, Raab, Engelszell, Peuerbach, Braunau, Mauerkirchen, Mattighofen, Wildshut) und während der V. Legislaturperiode für die Kurie Oberösterreich, Landgemeinden 5 (Ried, Obernberg, Haag, Braunau, Mattighofen, Mauerkirchen, Wildshut) zuständig. Seine Wahl zur III. Legislaturperiode wurde zunächst nicht angenommen, die Ablehnung des Mandats vom Landtag allerdings nicht genehmigt.

## Klubmitgliedschaften
Johann Schrems war ab 1873 Mitglied im katholisch-konservativen Klub des rechten Zentrums.